# Carnitina
La carnitina és un compost quaternari d'amoni biosintetitzat a partir de l'aminoàcid lisina I de la metionina. Les cèl·lules vives la fan servir per portar els àcids grassos des del citosol fins a l'interior del mitocondri durant el trencament dels lípids (o greixos) per a generar energia metabòlica. Normalment es ven com a suplement nutricional. La carnitina va ser descrita inicialment com a factor de creixement dels cucs I amb el nom de vitamina Bt. La carnitina existeix en dues formes estereoisòmeres: la forma biològicament activa és L-carnitina, mentre que l'enantiomer, D-carnitina, és biològicament inactiva.

## Bioquímica

### Producció
En animals, la carnitina es biosintetitza bàsicament al fetge i als ronyons a partir d'aminoàcids lisina o metionina. La vitamina C (àcid ascòrbic) és essencial per a sintetitzar la carnitina. Durant el creixement i l'embaràs el requeriment de carnitina augmenta molt.

### Paper en el metabolisme d'àcids grassos
La carnitina transporta cadenes llargues de grups acil que venen dels àcids grassos cap a la matriu mitocondrial, així aquests poden trencar-se durant la beta-oxidació fins a acetat per a obtenir energia útil a través del cicle de l'àcid cítric. En alguns organismes com ara els fongs, l'acetat és usat en el cicle de la glioxilasa per a la gluconeogenesi i formació de carbohidrats. Els àcids grassos han de ser activats abans d'unir-se a la carnitina i formar acil-carnitina. Els àcids grassos lliures en el citosol s'ajunten al coenzima A mitjançant enllaços tioester. Aquesta reacció és catalitzada per un enzim acil-CoA gras sintetasa i portada a bon fi per un pirofosfat inorganic.
Els grups acil amb CoA ara poden ser transferits a la carnitina i donar com a resultat acil-carnitina que es transportarà fins a la matriu mitocondrial. Tot això passa a través dels següents passos:
1. L'acil-CoA es conjuga amb la carnitina a través de carnitina aciltransferases I (palmitoiltransferasa) localitzades en la membrana mitocondrial externa.
2. L'acil-carnitina es transporta a l'interior del mitocondri mitjançant una carnitina-acilcarnitina translocasa.
3. L'acil-carnitina es converteix en acil-CoA mitjançant una carnitina aciltransferasa II (palmitoiltransferasa) localitzada a la membrana mitocondrial interna. La carnitina lliure retorna al citosol.

Els trastorns genètics en humans com ara la deficiència primària de carnitina, deficiència de carnitina palmitoiltransferasa I, deficiència de palmitoiltransferasa II I deficiència de carnitina-acilcarnitina translocasa afecten a diferents passos d'aquest procés.
Carnitina aciltranseferasa I pateix inhibició al·lostèrica a causa del malonil-Coa, un intermediari de la síntesi dels àcids grassos, això ho fa per prevenir el cicle del futil entre la beta-oxidació i la síntesi d'àcids grassos.

## Efectes fisiològics

### Efectes en la massa òssia
Amb el pas dels anys, en l'ésser humà, la concentració de carnitina a les cèl·lules disminueix, afectant al metabolisme dels àcids grassos de diverses maneres. Particularment, algunes de les zones més afectades són els ossos, els quals requereixen contínuament reconstruir-se i el funcionament metabòlic dels osteoblasts per a mantenir la massa òssia.
Hi ha una estreta relació entre els canvis en els nivells al plasma de osteocalcina i l'activitat dels osteoblasts, de tal manera que una reducció dels nivells en plasma de osteocalcina indica una reducció de l'activitat dels osteoblasts, cosa que repercuteix en osteoporosi en subjectes d'edat avançada i en dones postmenopàusiques. L'administració de carnitina o de propionil-L-carnitina és capaç d'incrementar el nivell d'osteocalcina amb animals tractats amb aquest complex. De totes maneres, el nivell d'osteocalcina tendeix a disminuir amb l'edat en els animals en seguiment.

### Efectes antioxidants
La carnitina té un important paper com a antioxidant, a més, té efectes protectors contra la peroxidació lipidica dels fosfolípids de la membrana en contra de l'estrès induït a nivell cel·lular de l'endoteli del miocardi.

## Usos farmacèutics potencials

### Efectes en la diabetis
La L-Carnitina s'ha posat a prova en tant a l'efecte sobre la glucosa en 15 pacients de diabetis tipus II i 20 voluntaris sans. La reserva de glucosa va augmentar en els dos grups, però l'oxidació de glucosa va augmentar només en el grup dels diabètics. Finalment, l'absorció de glucosa va augmentar un 8% en els dos grups.

### Efectes en la infertilitat masculina
L'ús de carnitina ha donat alguns resultats en uns quants subjectes que tenen infertilitat masculina millorant la qualitat del seu esperma.

### Suplement de pèrdua de pes
Tot i que la L-carnitina s'ha comercialitzat com a suplement de pèrdua de pes, no hi ha evidències científiques que ho avalin. "
De totes maneres, el subministrament regular de L-carnitina contribueix al metabolisme energètic i millora la funció de neurotransmissió del cervell en edats avançades.

### Com a antídot en enverinament per àcid valproic
"[En el tractament de la toxicitat per valproat] el supplement de L-carnitina ...pot produir beneficis, sobretot en pacients que al mateix temps tenen hiperamonèdmia, encepalopatia i/o hipertoxicitat." Algunes proves ho demostren, tot i que els beneficis ja s'havien teoritzat abans d'arribar a aquest estat de l'estudi.

### Aliments
La concentració més alta de carnitina es troba a la carn vermella i en els productes làctics. Unes altres fonts naturals de carnitina són les nous i pipes (carbassa, girasol, sèsam...), llegums o fruits secs (pèsols, mongetes, llenties, cacauets) verdures (espàrrecs, mongeta tendra, bròquil, cols de Brussel·les, all, mostassa, etc.) fruita (albercocs, plàtans), cereals (blat de moro, arròs, blat, etc.) i d'altres aliments "saludables" (lecitina de soja, pol·len d'abella…).
| Producte           | Quantitat   | Carnitina |
| ------------------ | ----------- | --------- |
| Bistec de vedella  | 3.5 oz      | 95 mg     |
| Filet de vedella   | 3.5 oz      | 94 mg     |
| Porc               | 3.5 oz      | 27.7 mg   |
| Bacó               | 3.5 oz      | 23.3 mg   |
| Tempeh             | mitja tassa | 19.5 mg   |
| Peix blau          | 3.5 oz      | 5.6 mg    |
| Pit de pollastre   | 3.5 oz      | 3.9 mg    |
| Formatge americà   | 3.5 oz      | 3.7 mg    |
| Gelat              | 3.5 fl oz   | 3.7 mg    |
| Llet sencera       | 3.5 fl oz   | 3.3 mg    |
| Alvocat            | una meitat  | 2 mg      |
| Formatge curat     | 3.5 fl oz   | 1.1 mg    |
| Pa integral        | 3.5 oz      | 0.36 mg   |
| Espàrrecs          | 3.5 oz      | 0.195 mg  |
| Pa blanc           | 3.5 oz      | 0.147 mg  |
| Macarrons          | 3.5 oz      | 0.126 mg  |
| Mantega de cacauet | 3.5 oz      | 0.083 mg  |
| Arròs (cuinat)     | 3.5 oz      | 0.0449 mg |
| Ous                | 3.5 oz      | 0.0121 mg |
| Suc de taronja     | 3.5 fl oz   | 0.0019 mg |

Generalment, de 20 a 200 mg són ingerits al dia per aquells que són omnívors, mentre que els vegetarians o vegans només en reben 1 mg al dia mg/day. No s'han descobert avantatges en les dosis orals superiors a 2 g, ja que els estudis han demostrat que l'absorció se satura a partir d'aquesta dosi.

### Altres fonts
Altres fons poden trobar-se en complexes vitaminics, begudes energètiques i altres productes com els d'ajut ergogènic. Els productes que contenen L-carnitina no poden comerciarlitzar-se com a productes se salut natural a Canada. Els productes de L-Carnitina suplementaris no es poden ni tan sols importar al Canadà.(Health Canada).